# Mezőszentgyörgy
Mezőszentgyörgy è un comune dell'Ungheria di 1.379 abitanti (dati 2001). È situato nella contea di Fejér.